# الخضراء (كعيدنة)

تعديل مصدري - تعديل

الخضراء هي إحدى قرى عزلة سواخ بمديرية كعيدنة التابعة لمحافظة حجة، بلغ تعداد سكانها 144 نسمة حسب تعداد اليمن لعام 2004.